# Beka I Jaqeli

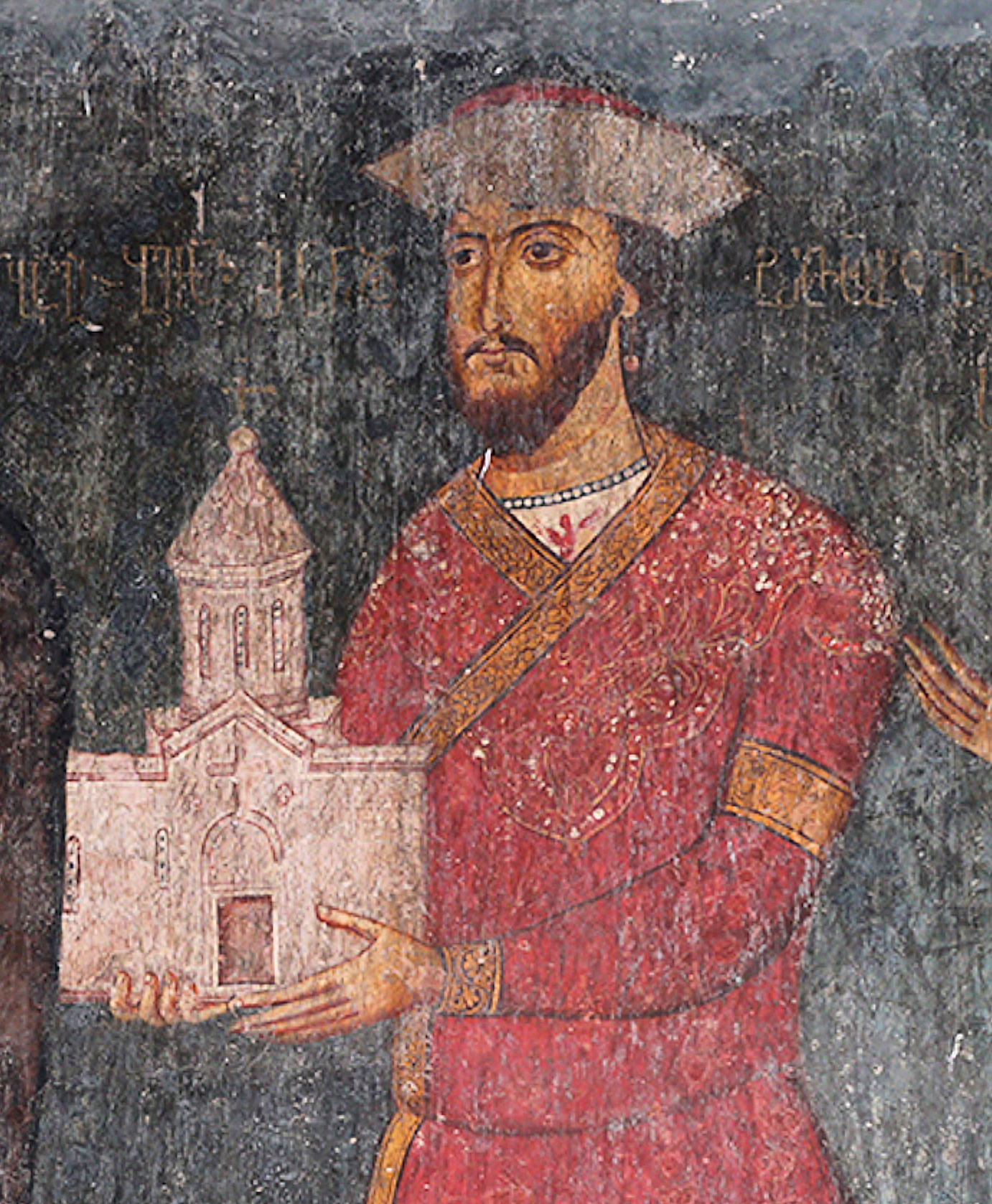
Beka I

Beka I Jaqeli (em georgiano:  ბექა I ჯაყელი; ca. 1240–1306 (66 anos)) foi um príncipe reinante (metavari) de Mesquécia (r. 1285–1306). Seus domínios incluíam Mesquécia, Ajária, Xavexécia, Clarjécia, Tao, Cola, Atona e a maior parte de Javaquécia.
Seu reino se estendia de Tashiskari (moderno Distrito de Khashuri) até Karnu-kalaki (moderna Erzurum) e o Mar Negro. Durante seu reinado, Mesquécia existiu como uma entidade política independente do Reino da Geórgia e Beka era um vassalo do Ilcanato, pagando tributos regularmente e participando de suas campanhas militares. Apesar disso, Mesquécia ainda mantinha relações com a Geórgia e o próprio Beka recebeu o título de "mandaturukhutsesi" ("o ancião", "o primeiro do grupo") do rei georgiano. Na época, os turcos estavam aumentando suas atividades na fronteira sudoeste, principalmente a partir do Sultanato de Rum. Depois de uma série de invasões, Beka conseguiu repelir os ataques. Ele apoiava também um aumento da influência georgiana sobre o Império de Trebizonda e, com este fim, casou sua filha Jiajak ao imperador de Trebizonda Aleixo II. Outra filha de Beka, Natela, foi consorte de Demétrio II da Geórgia e deu-lhe um filho, Jorge, seu sucessor no trono. Depois da execução do pai pelos turcos, Jorge foi criado pelo avô.